# (7742) Altamira
(7742) Altamira ist ein Asteroid des mittleren Hauptgürtels, der am 20. Oktober 1985 von dem tschechischen Astronomen Antonín Mrkos am Kleť-Observatorium (IAU-Code 046) bei Český Krumlov entdeckt wurde.
Der mittlere Durchmesser des Asteroiden wurde mit 6,477 (±0,174) km berechnet, die Albedo mit 0,184 (±0,038). Die Rotationsperiode von (7742) Altamira wurde seit 2009 mehrmals untersucht. Die Lichtkurven reichten jedoch nicht zu einer Bestimmung aus.
In einer früheren Ausgabe der Datenbank AstDyS-2 wurde eine Zugehörigkeit zur Henan-Familie veröffentlicht, einer Gruppe von Asteroiden, die nach (2085) Henan benannt ist. Mitglieder dieser Familie haben in der SMASS-Klassifikation die Spektralklasse L. In neueren Ausgaben wird keine Henan-Familie mehr definiert.
(7742) Altamira ist nach der Höhle von Altamira benannt, die bekannt ist für ihre steinzeitliche Höhlenmalerei. Die Benennung von (7742) Altamira erfolgte auf Vorschlag des tschechischen Astronomen Miloš Tichý durch die Internationale Astronomische Union (IAU) am 24. Juni 2002.